# دينيس كويبرز
دينيس كويبرز (بالهولندية: Dennis Kuipers) مواليد 23 نوفمبر 1985، هو سائق راليات هولندي. بدأ مسيرته في سنة 2008. كان أول رالي له هو رالي ألمانيا 2008. تنافس في بطولة العالم للراليات.

## روابط خارجية
- دينيس كويبرز على موقع Rallye-info.com (الإنجليزية)
- دينيس كويبرز على موقع eWRC-results.com (الإنجليزية)